# John-Frost-Brücke
Die John-Frost-Brücke (niederländisch John Frostbrug, ehemals Rijnbrug) ist eine Straßenbrücke, die in der niederländischen Stadt Arnhem den Nederrijn überquert, den nordwestlichen Arm des Rheins im Rhein-Maas-Delta.
Die Brücke war 1944 Gegenstand der Schlacht um Arnheim im Rahmen der Operation Market Garden. Sie wurde 1978 nach dem britischen Generalmajor John Frost (1912–1993) benannt.

## Beschreibung
Die insgesamt 601 m lange Brücke verbindet den östlichen Rand der Altstadt von Arnhem mit ihrem südlichen Stadtteil Malburgen und führt den Nijmeegseweg über die Oranjewachtstraat, die Uferstraßen Nieuwe Kade und Rijnkade, den Nederrijn und dessen Hochwasserbett, in dem ein großer Teich angelegt wurde. Sie hat vier Fahrspuren und beidseits einen Geh- und Radweg. Eine Fahrspur ist für Linienbusse reserviert. Treppenhäuser stellen die Verbindung zu den beiden Ufern her.
Die stählerne, genietete Hauptbrücke besteht aus einer Stabbogenbrücke mit einer Stützweite von 120 m und zwei 50 m weiten Balkenbrücken. Die beiden Bögen haben einen Hohlquerschnitt, sind 17,5 m hoch und durch einen K-förmigen Windverband versteift. Ihre beiden Versteifungsträger sind 3,4 bis 4 m hohe, an der Unterseite mit Sparöffnungen versehene Hohlkästen, die über die Hauptöffnung und die beiden Nebenöffnungen durchlaufen. Weitere Längsträger sowie ein K-förmiger Windverband bilden die Grundlage für die Fahrbahnplatte. Die beiden 4 m breiten Geh- und Radwege sind außerhalb der Bögen auf Konsolen montiert. Insgesamt ist die Brücke 23,2 m breit.
Die südliche Vorlandbrücke ist eine stählerne Balkenbrücke mit ähnlicher Konstruktion wie die Hauptbrücke, die nördliche Vorlandbrücke ist eine Plattenbalkenbrücke aus Beton.

## Geschichte
Die erste Brücke in Arnhem war die 1603 angelegte Schiffbrücke Arnheim, die – vielfach erneuert – bis 1935 in Betrieb blieb.
Die Rijnbrug wurde zwischen 1932 und 1935 als Teil des ersten Rijkswegenplan (1927) zur Modernisierung der nationalen Infrastruktur gebaut.
Es war die erste feste Rheinbrücke in Arnheim und die erste Stabbogenbrücke der Niederlande. Sie wurde von Willem J.H. Harmsen, dem ersten Leiter des Bruggenbureau der Rijkswaterstaat, und dem Architekten Albert Johan van der Steur entworfen. Sie hatte im Wesentlichen die gleichen Abmessungen wie die heutige Brücke, jedoch eine hölzerne Fahrbahn. Die Brücke wurde am 16. Juni 1936 durch Königin Wilhelmina feierlich eröffnet, am selben Tag wie die Waalbrücke Nijmegen.
Nach ihrer Fertigstellung war sie Arnheims wichtigste Verbindung über den Nederrijn und ermöglichte die großen Stadterweiterungen südlich des Flusses.

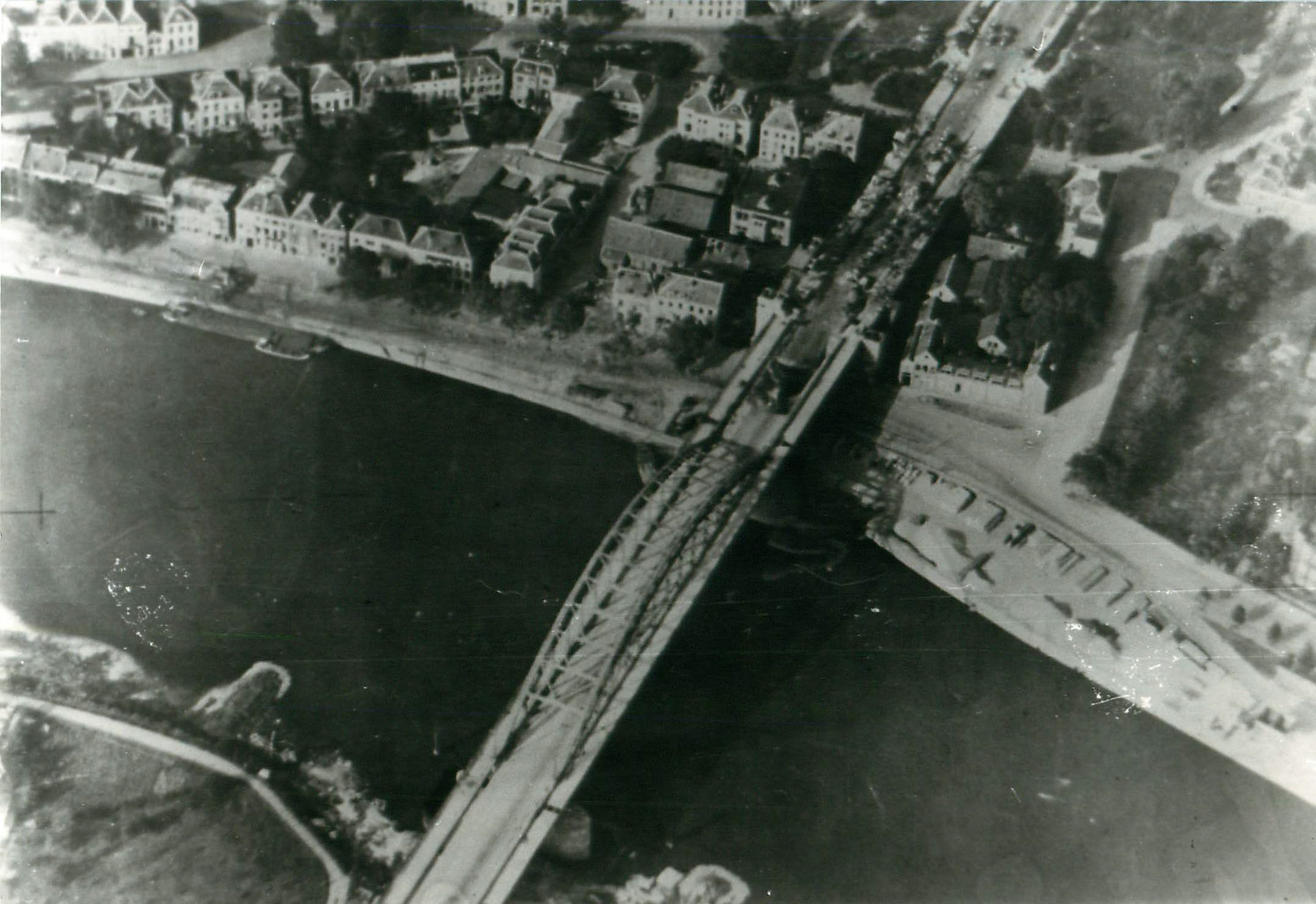
Luftbild (1944)

Im Zweiten Weltkrieg begann am 10. Mai 1940 der deutsche Überfall auf die Niederlande, Belgien und Luxemburg. Um den deutschen Vormarsch aufzuhalten, sprengten Ingenieure der Rijkswaterstaat die Brücken in Arnheim und Nijmegen.  Die Rijnbrug wurde bald darauf durch eine Pontonbrücke ersetzt, während ihre Reparatur bis August 1944 dauerte.
Am 17. September 1944 begann die Operation Market Garden, bei der Fallschirmjägereinheiten der Alliierten den deutschen Westwall umgehen und dazu unter anderem die Rijnbrug erobern sollten. Einer britischen Einheit unter Lieutenant Colonel John Frost gelang es, das Nordende der Brücke zu besetzen, wurde aber dort von beiden Seiten von deutschen Truppen beschossen. Nach äußerst heftigen und verlustreichen Kämpfen mussten die Briten den Kampf mangels Munition und Versorgung am 21. September aufgeben. Der Film Die Brücke von Arnheim dramatisiert die Geschichte. 
Den Alliierten gelang es in weiteren Kämpfen nicht, die Brücke zu erobern. Um zu verhindern, dass die Deutschen ihre Positionen im Süden der Brücke verstärken, wurde sie am 7. Oktober 1944 bombardiert. Die Deutschen sprengten im Februar 1945 die verbliebenen Reste der Brücke.
Nach dem Krieg wurde zunächst eine Bailey-Brücke neben der zerstörten Brücke eingerichtet, die aber für Schiffe zu niedrig war. Nachdem man die Trümmer aus dem Fluss geräumt hatte, wurde sie auf die noch vorhandenen Pfeiler montiert und am 6. Februar 1946 eröffnet.
Der Neubau wurde am 9. Mai 1950 von Willem J.H. Harmsen eröffnet, der inzwischen zum Generaldirektor der Rijkswaterstaat aufgestiegen war. Zu dieser Zeit hielt Rijkswaterstaat noch an der Tradition fest, Brücken nach dem überquerten Fluss zu benennen. 1951 enthüllte John Frost eine von der Provinz Gelderland gestiftete Gedenktafel im nördlichen Widerlager. 1978 wurde die Brücke in John Frostbrug umbenannt.